# Per Lindstrand
Per Lindstrand (* 8. September 1948 in Schweden) ist ein schwedischer Luftfahrtingenieur, Pilot, Abenteurer und Unternehmer. Er ist besonders bekannt für seine rekordbrechenden transozeanischen Heißluftballonflüge und seine späteren Versuche, als Erster einen Rozière-Ballon um die Erde zu fliegen – alles mit dem britischen Unternehmer Sir Richard Branson. Er ist auch der Gründer des Heißluftballonherstellers Lindstrand Balloons mit Sitz in Oswestry, England.
Lindstrand fliegt nicht nur Ballons, sondern auch viele andere Flugzeuge, und besitzt eine Flugpilotenlizenz für ein- und mehrmotorige Land- und Seeflugzeuge und Hubschrauber sowie eine kommerzielle Pilotenlizenz für Autogyros, Luftschiffe und Segelflugzeuge. Sein langjähriger Traum, mit einem Heißluftballon um die Welt zu fliegen (im Gegensatz zu einem Rozière- oder Gasballon, der keine ständige Wärmequelle benötigt), blieb unverwirklicht. Seine Entfernungs-, Dauer- und Höhenaufzeichnungen machten ihn zu einem der bekanntesten Ballonfahrer und Aerostatdesigner und -ingenieure der Welt.
| Personendaten    | Personendaten                                                      |
| ---------------- | ------------------------------------------------------------------ |
| NAME             | Lindstrand, Per                                                    |
| KURZBESCHREIBUNG | schwedischer Luftfahrtingenieur, Pilot, Abenteurer und Unternehmer |
| GEBURTSDATUM     | 8. September 1948                                                  |
| GEBURTSORT       | Schweden                                                           |